# Фаусек, Вячеслав Андреевич
Вячеслав Андреевич Фа́усек (28 декабря 1862  [9 января 1863], Саратов — 1921, Симферополь) — русский очеркист, журналист.

## Биография
Из дворян. Дед Фаусека ― чех, австрийский подданный, переселился в Россию в начале XIX века. Отец, Франц Францевич, перейдя в российское подданство, принял со всей семьёй православие (1871) и получил имя Андрей. Мать, Екатерина Ивановна Эйферт, ― немка. Брат Фаусека ― профессор зоологии Виктор. Отец до 1862 года служил в канцелярии посредника специального размежевания земель Аткарского уезда Саратовской губернии (коллежский секретарь, 1858).
В 18 лет поступил юнгой на корабль. С 1888 года служил в Таврическом окружном управлении акцизного ведомства. Жил в Ялте. Печатался в газетах «Крым», где дебютировал в 1888 году, «Крымский вестник»: статьи «Нравы и обычаи деревни. Радоница» (1890), «Письмо из деревни» (1891), «Исторический очерк города Ялты» (1893), а также цикл заметок о событиях городской жизни «Ялтинские арабески» (1891, 1894). Был корреспондентом газет «Русские ведомости» и «Одесский вестник» по Южному берегу Крыма. В 1894 году познакомился с А. П. Чеховым. Жена Фаусека, Евдокия Ивановна Андрусова (сестра Ю. И. Фаусек), лепила бюст Чехова. Был знаком также с В. М. Гаршиным.
Свои занятия литературой Фаусек называл «маленьким писательством». Писал для детей (печатался в журнале «Детское чтение»; «Рассказы и воспоминания. Для детей и юношества» ― 1909) и для взрослых. Брался за самые разные темы: путеводитель «Ялта и ее ближайшие окрестности» (1893; 2-е издание ― 1897), популярная брошюра «Великий гражданин А. И. Герцен и его роль в деле освобождения крестьян» (1911). Вниманием критики отмечены «очерки плавания по Средиземному морю»: «За морским горизонтом. (Из юношеских воспоминаний)» (1893, 1894): «каждая страница дышит наблюдательностью и умом… Всё в этой маленькой книжке полно выразительности и увлекательности»; правдивость и простота в описании «прелести моря и ужаса бури на нём, тяжести службы и безобразия отдыха»; отдельные очерки «могут составить украшение любой хрестоматии наряду с произведениями лучших писателей» (Н. И. Позняков).
С 1895 года на службе в Харькове (где прожил почти до конца жизни; печатался в «Харьковских губернских ведомостях»); в 1907—1908 годах в Нижнем Новгороде. В 1908 году ушёл из акциза; надворный советник. С 1910 года делопроизводитель в Харьковском порайонном комитете. Член Комитета по изданию книг для народа при Харьковском обществе распространения в народе грамотности. Под эгидой общества было издано несколько книг Фаусека, в том числе «А. С. Пушкин. К столетию со дня рождения» (жизнеописание и сборник стихотворений; 1899).
В 1908—1914 г.г. постоянный сотрудник газеты «Утро»: размышления о русских и украинских писателях («Война и мир. К юбилею Толстого» ― 1908; «С. Т. Аксаков. К 50-летию со дня смерти» ― 1909; «Н. В. Станкевич» — 1913; «И. П. Котляревский. Его жизнь и творчество» — 1913), политические материалы (в том числе «Вердикт присяжных» — 1913; о деле М. Бейлиса, исход которого Фаусек называет торжеством правосудия), заметки о городской жизни, циклы фельетонов «Арабески» (1908, 1909) и «Родные картинки» (1913), святочные и новогодние рассказы, «листки из повести» «Котя Нагаев» (1913), книга о Кавказе «Русская Индия. Очерки западного кавказца» (1911). Основная тема последних публикаций — Первая мировая война. Печатал также театральные заметки в журнале «Друг искусства» (1913).
В 1919 году в «белом» Харькове входил в редколлегию газеты «Народное слово». При наступлении красных бежал в Крым, где продолжал журналистскую деятельность.
Умер, вероятно, от брюшного тифа.